# Награды Министерства внутренних дел Российской Федерации
Ведомственные знаки отличия Министерства внутренних дел Российской Федерации — ведомственные награды федерального органа исполнительной власти Российской Федерации — Министерства внутренних дел.
Ведомственные знаки отличия Министерства внутренних дел Российской Федерации предназначены для награждения сотрудников органов внутренних дел Российской Федерации, федеральных государственных гражданских служащих, работников системы МВД России, а также лиц, оказавших содействие в выполнении задач и осуществлении полномочий, возложенных на МВД России (до 2016 года также и военнослужащих внутренних войск Министерства внутренних дел Российской Федерации). 
Ведомственными знаками отличия Министерства внутренних дел Российской Федерации являются ведомственные награды, которые подразделяются на медали МВД России и нагрудные знаки МВД России.
Действующее положение о ведомственных знаках отличия Министерства внутренних дел Российской Федерации утверждено приказом министра внутренних дел от 20 апреля 2017 года № 220 (с последовавшими изменениями).

## Медали МВД России
| Изображение | Название награды                                                                        | Дата учреждения                          | Примечания |
| ----------- | --------------------------------------------------------------------------------------- | ---------------------------------------- | --- |
|             | Медаль «За доблесть в службе»                                                           | 24 января 2001                           | Медалью МВД России «За доблесть в службе» награждаются сотрудники органов внутренних дел: за высокие результаты в оперативно-служебной деятельности; за активную работу по охране общественного порядка и противодействие преступности; за отвагу, самоотверженность и другие заслуги, проявленные при прохождении службы в органах внутренних дел. |
|             | Медаль И.Д. Путилина                                                                    | 20 апреля 2017                           | Медалью МВД России И.Д. Путилина награждаются сотрудники органов внутренних дел за особые заслуги в организации и осуществлении оперативно-разыскной деятельности, весомый вклад в борьбу с преступностью и раскрытие преступлений, научно-техническое обеспечение и подготовку квалифицированных кадров для оперативных подразделений органов внутренних дел. |
|             | Медаль «За разминирование»                                                              | 11 июня 2005                             | Медалью МВД России «За разминирование» награждаются сотрудники органов внутренних дел: за проявленные самоотверженность, мужество и отвагу при выполнении задач по обнаружению и обезвреживанию (уничтожению) взрывоопасных предметов на местности (объектах); за умелую организацию и непосредственное руководство мероприятиями по обнаружению и обезвреживанию (уничтожению) взрывоопасных предметов на местности (объектах). За оказание содействия МВД России при выполнении задач по обнаружению и обезвреживанию (уничтожению) взрывоопасных предметов на местности (объектах) медалями могут награждаться иные лица. |
|             | Медаль «За смелость во имя спасения»                                                    | 31 октября 2012                          | Медалью МВД России «За смелость во имя спасения» награждаются сотрудники органов внутренних дел, федеральные государственные гражданские служащие и работники системы МВД России за проявленные смелость и самоотверженность при спасении людей во время стихийных бедствий, на воде, под землей, при тушении пожаров и при других обстоятельствах. |
|             | Медаль «За заслуги в службе в особых условиях»                                          | 31 октября 2012                          | Медалью МВД России «За заслуги в службе в особых условиях» награждаются сотрудники органов внутренних дел, федеральные государственные гражданские служащие, работники системы МВД России за проявленные смелость и самоотверженность при выполнении задач в период действия военного положения или чрезвычайного положения, в период проведения контртеррористической операции, в условиях вооруженного конфликта, при ликвидации последствий аварий, катастроф природного и техногенного характера и других чрезвычайных ситуаций и награжденные нагрудным знаком МВД России «За отличие в службе в особых условиях». |
|             | Медаль «За боевое содружество»                                                          | 24 января 2001                           | Медалью МВД России «За боевое содружество» награждаются сотрудники органов внутренних дел за заслуги в укреплении боевого содружества и в отдельных случаях иные лица за оказание помощи в выполнении возложенных на МВД России задач. |
|             | Медаль «За трудовую доблесть»                                                           | 31 октября 2012                          | Медалью МВД России «За трудовую доблесть» награждаются федеральные государственные гражданские служащие и работники системы МВД России, имеющие стаж (общую продолжительность) федеральной государственной гражданской службы (работы) 15 лет и более, за плодотворную многолетнюю работу, заслуги в выполнении трудовых обязанностей, высокое качество труда, успешное выполнение задач, возложенных на органы внутренних дел, способствующие совершенствованию их деятельности и ранее поощренные на основании приказов МВД России. Медаль даёт право на присвоение звания «Ветеран труда». |
|             | Медаль «За безупречную службу в МВД»                                                    | 31 октября 2012                          | Медалью МВД России «За безупречную службу в МВД» награждаются сотрудники органов внутренних дел, имеющие стаж службы (выслугу лет) не менее 20 лет и награжденные ранее ведомственными знаками отличия МВД России, за безупречную службу (военную службу) в системе МВД России, существенный вклад в развитие и совершенствование системы МВД России. Медаль даёт право на присвоение звания «Ветеран труда». |
|             | Медаль «За заслуги в научной и педагогической деятельности»                             | 2 сентября 2019                          | Медалью МВД России «За заслуги в научной и педагогической деятельности» награждаются сотрудники органов внутренних дел, федеральные государственные гражданские служащие, работники системы МВД России и иные лица, добившиеся высоких результатов в научной деятельности в интересах укрепления законности и правопорядка, внесшие значительный вклад в подготовку квалифицированных кадров для органов внутренних дел. |
|             | Медаль «За укрепление международного полицейского сотрудничества»                       | 20 апреля 2017                           | Медалью МВД России «За укрепление международного полицейского сотрудничества» награждаются сотрудники органов внутренних дел, федеральные государственные гражданские служащие, работники системы МВД России и в отдельных случаях иные лица за значительный вклад в укрепление и развитие сотрудничества органов внутренних дел Российской Федерации с правоохранительными органами иностранных государств и международными организациями. |
|             | Медаль «За отличие в службе» трёх степеней — I, II, III степени                         | 5 июля 2002                              | Медалью МВД России «За отличие в службе» награждаются: сотрудники органов внутренних дел, замещающие должности в органах внутренних дел, находящиеся в распоряжении или прикомандированные к федеральным органам государственной власти, иным государственным органам или к организациям (в которых не предусмотрено награждение данных сотрудников медалями за выслугу лет), не имеющие неснятых дисциплинарных взысканий, при наличии соответствующего стажа службы (выслуги лет) за добросовестную службу; граждане, проходившие службу (военную службу) в системе МВД России, уволенные со службы (военной службы) в период с 1 января 1996 года по 31 декабря 2002 года, своевременно не награжденные медалью «За безупречную службу» или медалью МВД России «За отличие в службе», при наличии к моменту увольнения соответствующего стажа службы (выслуги лет), положительно характеризовавшиеся по службе и не имевшие неснятых дисциплинарных взысканий. Медаль I и II степеней даёт право на присвоение звания «Ветеран труда». |
|             | Медаль «За вклад в укрепление правопорядка»                                             | 31 октября 2012                          | Медалью МВД России «За вклад в укрепление правопорядка» награждаются федеральные государственные гражданские служащие, работники системы МВД России, граждане Российской Федерации и иные лица за значительный вклад в укрепление правопорядка, совершенствование правового регулирования деятельности органов внутренних дел, подготовку квалифицированных кадров для органов внутренних дел, оказание содействия органам внутренних дел Российской Федерации в выполнении возложенных на них задач. |
|             | Памятная юбилейная медаль «100 лет международному полицейскому сотрудничеству»          | 14 марта 2014                            | Памятная юбилейная медаль МВД России «100 лет международному полицейскому сотрудничеству» вручается: сотрудникам, федеральным государственным гражданским служащим, работникам Национального центрального бюро Интерпола Министерства внутренних дел Российской Федерации, Договорно-правового департамента Министерства внутренних дел Российской Федерации, отделов (отделений, групп) НЦБ Интерпола территориальных органов МВД России на региональном уровне за высокое профессиональное мастерство, достигнутые успехи в оперативно-служебной деятельности; сотрудникам, федеральным государственным гражданским служащим, работникам органов внутренних дел Российской Федерации, иных государственных органов и организаций, а также лицам, уволенным со службы в органах внутренних дел, внесшим значительный вклад в развитие международного полицейского сотрудничества и борьбу с транснациональной преступностью; гражданам Российской Федерации и иностранным гражданам, оказывающим значительную помощь органам внутренних дел в борьбе с международной преступностью и развитии международного полицейского сотрудничества. Медаль не является ведомственным знаком отличия. |
|             | Памятная юбилейная медаль «300 лет российской полиции»                                  | 5 марта 2018                             | Медаль не является ведомственным знаком отличия. |
|             | Медаль «За воинскую доблесть»                                                           | 24 января 2001 Отменена 6 августа 2013   | Медалью МВД России «За воинскую доблесть» награждались военнослужащие внутренних войск МВД России: за отличные показатели в боевой подготовке; за особые отличия при несении боевой службы; за заслуги в охране общественного порядка и обеспечении общественной безопасности; за отвагу, самоотверженность и другие заслуги, проявленные при прохождении военной службы. |
|             | Медаль «За отвагу на пожаре»                                                            | 24 января 2001 Отменена 6 августа 2013   | Медалью «За отвагу на пожаре» награждались сотрудники органов внутренних дел, военнослужащие внутренних войск МВД России, работники подразделений Государственной противопожарной службы и в отдельных случаях другие граждане Российской Федерации: за смелость и самоотверженность, проявленные при тушении пожаров, спасении людей и имущества от огня; за умелое руководство боевой работой по тушению пожаров и спасению людей; за отвагу, настойчивость и высокое профессиональное мастерство, проявленные в целях предотвращения взрыва или пожара. |
|             | Медаль «За заслуги в деятельности специальных подразделений»                            | 27 августа 2010 Отменена 6 августа 2013  | Приказ об учреждении медали был закрытым и не публиковался. |
|             | Медаль «За заслуги в авиации»                                                           | 11 ноября 2008 Отменена 6 августа 2013   | Приказ об учреждении медали был закрытым и не публиковался. |
|             | Медаль «За заслуги в управленческой деятельности» трёх степеней — I, II, III степени    | 21 апреля 2008 Отменена 6 августа 2013   | Медалью МВД России «За заслуги в управленческой деятельности» награждаются сотрудники органов внутренних дел, военнослужащие внутренних войск МВД России, имеющие высокие показатели в служебной деятельности и соответствующий общий срок службы (военной службы) на должностях, связанных с выполнением управленческих функций. |
|             | Медаль «200 лет МВД России»                                                             | 5 июня 2002 Отменена 6 августа 2013      | Медалью «200 лет МВД России» медалью награждались: сотрудники органов, внутренних дел Российской Федерации и военнослужащие внутренних войск МВД России, безупречно прослужившие 20 лет и более в календарном исчислении в органах внутренних дел Российской Федерации и внутренних войсках МВД России; работники органов внутренних дел Российской Федерации и лица гражданского персонала внутренних войск МВД России, безупречно проработавшие 20 лет и более в календарном исчислении в органах внутренних дел Российской Федерации и внутренних войсках МВД России; бывшие сотрудники и работники органов внутренних дел Российской Федерации, военнослужащие и лица гражданского персонала внутренних войск МВД России, безупречно прослужившие [проработавшие] 20 лет и более в календарном исчислении в органах внутренних дел Российской Федерации и внутренних войсках МВД России, уволенные в запас [отставку] или на пенсию по возрасту (старости), либо не имеющие указанной выслуги лет, но получающие пенсию по инвалидности; бывшие сотрудники органов внутренних дел Российской Федерации и военнослужащие внутренних войск МВД России, безупречно прослужившие 20 лет и более в календарном исчислении в органах внутренних дел Российской Федерации и внутренних войсках МВД России и состоящие на день вступления в силу настоящего приказа на службе в учреждениях и органах уголовно-исполнительной системы Минюста России, государственной противопожарной службе МЧС России, федеральных органах налоговой полиции Российской Федерации, таможенных органах Российской Федерации; граждане, оказывающие помощь в выполнении возложенных на МВД России задач. |
|             | Памятная юбилейная медаль «70 лет подразделениям экономической безопасности МВД России» | 7 февраля 2007 Отменена 6 августа 2013   | Памятная юбилейная медаль «70 лет подразделениям экономической безопасности МВД России» вручалась: сотрудникам подразделений экономической безопасности органов внутренних дел Российской Федерации за достигнутые успехи в оперативно-служебной деятельности, государственным гражданским служащим и работникам органов внутренних дел Российской Федерации, безупречно служащим (работающим) в подразделениях экономической безопасности; сотрудникам органов внутренних дел Российской Федерации, оказывающим содействие подразделениям экономической безопасности органов внутренних дел Российской Федерации; гражданам Российской Федерации и иностранным гражданам, оказывающим значительную помощь подразделениям экономической безопасности органов внутренних дел Российской Федерации в осуществлении возложенных на них задач. Медаль не является ведомственным знаком отличия. |
|             | Памятная юбилейная медаль «100 лет кинологическим подразделениям МВД России»            | 6 мая 2009 Отменена 6 августа 2013       | Памятная юбилейная медаль «100 лет кинологическим подразделениям МВД России» вручалась: сотрудникам, служащим, работникам кинологических подразделений органов внутренних дел Российской Федерации и военнослужащим кинологических подразделений внутренних войск МВД России за высокое профессиональное мастерство, достигнутые успехи в служебно-боевой и оперативно-служебной деятельности; лицам, уволенным со службы, сотрудникам, служащим и работникам органов внутренних дел Российской Федерации, военнослужащим внутренних войск МВД России, внесшим значительный вклад в развитие кинологических подразделений; гражданам Российской Федерации и иностранным гражданам, оказывающим значительную помощь кинологическим подразделениям в осуществлении возложенных на них задач. Медаль не является ведомственным знаком отличия. |
|             | Юбилейная медаль «200 лет внутренним войскам МВД России»                                | 24 сентября 2010 Отменена 6 августа 2013 | Юбилейной медалью «200 лет внутренним войскам МВД России» награждались: военнослужащие и гражданский персонал внутренних войск МВД России, безупречно прослужившие (проработавшие) 20 лет и более в календарном исчислении либо не имеющие указанной выслуги лет, но являющиеся ветеранами боевых действий; граждане, уволенные с военной службы в запас (отставку), безупречно прослужившие 20 лет и более в календарном исчислении во внутренних войсках МВД России либо не имеющие указанной выслуги лет, но получающие пенсию по инвалидности или являющиеся ветеранами боевых действий; граждане (иностранные граждане) за содействие внутренним войскам МВД России при выполнении ими возложенных на них задач (за укрепление международных связей с внутренними войсками МВД России и содействие в решении поставленных перед ними задач). Медаль не является ведомственным знаком отличия. |
|             | Памятная медаль ВВ МВД «За содействие»                                                  | 27 января 2006 Отменена 5 апреля 2016    | Медаль была предназначена для поощрения и признания заслуг граждан Российской Федерации и иностранных государств, оказавших содействие внутренним войскам МВД России при выполнении ими возложенных на них служебно-боевых задач. Медаль не является ведомственным знаком отличия. |

## Нагрудные знаки МВД России
| Изображение | Название награды                                                                 | Дата учреждения  | Примечания                                   |
| ----------- | -------------------------------------------------------------------------------- | ---------------- | -------------------------------------------- |
|             | Нагрудный знак «Почётный сотрудник МВД»                                          | 7 ноября 1998    | Высший ведомственный знак отличия МВД России |
|             | Нагрудный знак «За отличие в службе в особых условиях»                           | 31 октября 2012  |                                              |
|             | Нагрудный знак «За отличную службу в МВД» двух степеней — I, II степени          | 31 октября 2012  |                                              |
|             | Нагрудный знак «Отличник полиции»                                                | 31 октября 2012  |                                              |
|             | Нагрудный знак «Участник боевых действий»                                        | 31 марта 2000    |                                              |
|             | Нагрудный знак «За содействие МВД»                                               | 14 июня 2000     |                                              |
|             | Нагрудный знак ВВ МВД России «За отличие в службе» двух степеней — I, II степени | 27 января 1995   | Отменен 5 апреля 2016                        |
|             | Нагрудный знак «За верность долгу»                                               | 14 июня 2000     | Отменен 6 августа 2013                       |
|             | Нагрудный знак «За отличие» вневедомственной охраны МВД                          | 2 августа 1999   | Отменен 6 августа 2013                       |
|             | Нагрудный знак «За отличие в службе ГАИ» двух степеней — I, II степени           | 25 января 1997   | Отменен 6 августа 2013                       |
|             | Нагрудный знак «Лучший сотрудник криминальной милиции»                           | 14 июня 2000     | Отменен 6 августа 2013                       |
|             | Нагрудный знак «Лучший участковый инспектор милиции»                             | 14 июня 2000     | Отменен 6 августа 2013                       |
|             | Нагрудный знак «Лучший сотрудник патрульно-постовой службы милиции»              | 14 июня 2000     | Отменен 6 августа 2013                       |
|             | Нагрудный знак «Лучший работник пожарной охраны»                                 | 14 июня 2000     | Отменен 6 августа 2013                       |
|             | Нагрудный знак «Лучший инспектор по делам несовершеннолетних»                    | 14 июня 2000     | Отменен 6 августа 2013                       |
|             | Нагрудный знак «Лучший сотрудник специальных подразделений милиции»              | 14 июня 2000     | Отменен 6 августа 2013                       |
|             | Нагрудный знак «Лучший следователь»                                              | 14 июня 2000     | Отменен 6 августа 2013                       |
|             | Нагрудный знак «Лучший дознаватель»                                              | 14 июня 2000     | Отменен 6 августа 2013                       |
|             | Нагрудный знак «Отличник милиции»                                                | 14 июня 2000     | Отменена 6 августа 2013                      |
|             | Нагрудный знак «Отличный пожарный»                                               | 14 июня 2000     | Отменен 6 августа 2013                       |
|             | Нагрудный знак «200 лет МВД России»                                              | 25 июля 2002     | Отменен 6 августа 2013                       |
|             | Нагрудный знак «200 лет внутренним войскам МВД России»                           | 24 сентября 2010 | Отменен 6 августа 2013                       |

## Другие знаки отличия МВД России
| Изображение | Название награды                                                     | Дата учреждения | Примечания |
| ----------- | -------------------------------------------------------------------- | --------------- | --- |
|             | Премия МВД России                                                    | 21 августа 2003 | |
|             | Почётная грамота МВД России                                          | 5 февраля 2014  | |
|             | Благодарность Министра (заместителей министра) внутренних дел России | 5 февраля 2014  | |
|             | Наградное оружие (ручное стрелковое и холодное)                      | 25 июля 2008    | К награждению оружием представляются сотрудники органов внутренних дел Российской Федерации, награжденные медалью МВД России «За отличие в службе» I степени, федеральные государственные гражданские служащие, работники системы МВД России, награжденные медалью МВД России «За трудовую доблесть», и иные лица за заслуги перед государством, достижения в области обеспечения законности, правопорядка, общественной безопасности, защиты прав и свобод человека и гражданина. |
|             | Памятный подарок (часы, вымпел и т.д.)                               | *               | В настоящее время памятный подарок не регулируется нормативной базой, однако широко применяется на практике награждения в МВД России |

## Награды подведомственных федеральных органов исполнительной власти

### Награды Федеральной миграционной службы
| Изображение | Название награды                                                                                            | Дата учреждения                          | Примечания |
| ----------- | --- | ---------------------------------------- | --- |
|             | Нагрудный знак «Почётный работник ФМС России»                                                               | 9 марта 2010 Отменён 26 августа 2019     | Высший ведомственный знак отличия ФМС России. Нагрудным знаком награждаются сотрудники органов внутренних дел Российской Федерации, прикомандированные к ФМС России, федеральные государственные гражданские служащие и работники ФМС России за особые заслуги в выработке и реализации государственной политики в сфере миграции и осуществлении правоприменительных функций, функций по контролю, надзору и оказанию государственных услуг в сфере миграции, за образцовое выполнение служебного долга и проявленные при этом инициативу, мужество и самоотверженность, показавшие высокое профессиональное мастерство, соблюдающие служебную (трудовую) дисциплину, продемонстрировавшие высокую культуру в работе, безупречное служебное поведение и личную скромность. |
|             | Медаль ФМС России им. Екатерины Великой «За пользу службе во славу Отечества» двух степеней — I, II степени | 15 февраля 2016 Отменена 26 августа 2019 | Медалью ФМС России им. Екатерины Великой «За пользу службе во славу Отечества» награждаются сотрудники органов внутренних дел Российской Федерации, прикомандированные к ФМС России, федеральные государственные гражданские служащие ФМС России и работники ФМС России, имеющие высокие показатели в служебной деятельности, ранее награжденные медалями ФМС России «За усердие» и «За службу» II степени. По решению руководителя ФМС России медалью могут награждаться граждане Российской Федерации и иностранные граждане за весомое содействие ФМС России в осуществлении функций в сфере миграции. |
|             | Медаль ФМС России «За добросовестную службу»                                                                | 10 мая 2007 Отменена 26 августа 2019     | Медалью Федеральной миграционной службы «За добросовестную службу» награждаются: а) сотрудники органов внутренних дел, прикомандированные к ФМС России, - за высокие показатели в служебной деятельности, личную инициативу, примерность, самоотверженность и безупречную службу; б) государственные гражданские служащие ФМС России - за добросовестное выполнение служебных обязанностей, новаторство и безупречную службу. |
|             | Медаль ФМС России «За заслуги»                                                                              | 10 мая 2007 Отменена 26 августа 2019     | Медалью Федеральной миграционной службы «За заслуги» награждаются: а) работники государственных, общественных, религиозных и иных объединений, организаций, предприятий, учреждений, творческих коллективов и союзов - за активную помощь и содействие Федеральной миграционной службе в обеспечении ее деятельности, профессионально-нравственном и культурно-эстетическом воспитании сотрудников органов внутренних дел, прикомандированных к ФМС России, государственных гражданских служащих и работников ФМС России, в повышении престижа деятельности ФМС России в обществе; б) лица, оказывающие содействие ФМС России в решении возложенных на нее задач. |
|             | Медаль ФМС России «За службу» двух степеней — I, II степени                                                 | 12 декабря 2007 Отменена 26 августа 2019 | Медалью награждаются сотрудники органов внутренних дел Российской Федерации, прикомандированные к ФМС России, федеральные государственные гражданские служащие и работники ФМС России за добросовестную службу (работу) и имеющие соответствующий стаж службы (работы) в календарном исчислении. |
|             | Медаль ФМС России «За заслуги в управленческой деятельности» трёх степеней — I, II, III степени             | 25 октября 2011 Отменена 26 августа 2019 | Медалью награждаются сотрудники органов внутренних дел, прикомандированные к ФМС России, федеральные государственные гражданские служащие и работники ФМС России, имеющие высокие показатели в служебной деятельности и соответствующий стаж службы (работы) на должностях, связанных с выполнением управленческих функций. |
|             | Медаль ФМС России «За усердие»                                                                              | 12 декабря 2007 Отменена 26 августа 2019 | Медалью Федеральной миграционной службы «За усердие» награждаются: а) сотрудники органов внутренних дел Российской Федерации, прикомандированные к ФМС России, - за высокие показатели в служебной деятельности, заслуги в развитии ФМС России, защите прав и интересов граждан, личную инициативу; б) федеральные государственные гражданские служащие и работники ФМС России - за добросовестное выполнение служебных обязанностей, заслуги в развитии ФМС России и новаторство. |
|             | Почётная грамота ФМС России                                                                                 | 5 мая 2007 Отменена 26 августа 2019      | |
|             | Благодарность руководителя ФМС России                                                                       | 5 мая 2007 Отменена 26 августа 2019      | |
|             | Занесение на Доску почёта ФМС России                                                                        | 31 марта 2008 Отменено 26 августа 2019   | |